# Bretteville-Saint-Laurent
Bretteville-Saint-Laurent település Franciaországban, Seine-Maritime megyében. Lakosainak száma 164 fő (2022. január 1.). Bretteville-Saint-Laurent Bénesville, Brametot, Canville-les-Deux-Églises, Gonnetot, Reuville, Saint-Laurent-en-Caux, Sassetot-le-Malgardé és Tocqueville-en-Caux községekkel határos.

## Népesség
A település népességének változása:
| Lakosok száma | 180  | 168  | 164  | 159  | 157  | 154  | 157  | 161  | 164  |
|               | 2013 | 2015 | 2016 | 2017 | 2018 | 2019 | 2020 | 2021 | 2022 |